# Petróvitxi (Khabàrovsk)
|  | Per a altres significats, vegeu «Petróvitxi». |

Petróvitxi (en rus: Петровичи) és un poble del krai de Khabàrovsk, a l'Extrem Orient de Rússia. El 2012 tenia 270 habitants. Pertany al districte rural de Lazó.